# Segundo Gran Despertar
El Segundo Gran Despertar o Segundo Gran Avivamiento  (1790–1840) fue una época de inusitado reavivamiento o resurgimiento cristiano protestante durante las primeras décadas del siglo XIX en los Estados Unidos. Este periodo, que se extendería hasta el periodo del antebellum norteamericano, se caracterizó por una actividad evangelizadora cristiana protestante sin precedentes y grandes cifras de conversiones, a través de reuniones de avivamiento y predicaciones emocionales, y dio origen a un número de movimientos reformistas. Las reuniones de avivamiento o reavivamiento fueron parte fundamental del movimiento y atrajeron a cientos de conversos a nuevas confesiones protestantes. 
Esta efusión de fervor religioso y reavivamiento empezó en los estados de Kentucky y Tennessee en la década de 1790 y comienzos de la de 1800 entre presbiterianos, metodistas y bautistas. Produjo un hondo sentimiento en iglesias y congregaciones de toda Nueva Inglaterra, la zona medio-atlántica, el Noroeste y el sur de los Estados Unidos. Debido a ello predicadores como Charles Finney, Lyman Beecher, Barton Stone, Peter Cartwright y Asahel Nettleton acabaron haciéndose muy conocidos. 
El Segundo Gran Despertar llevó a un periodo de reforma social en el antebellum y a un énfasis en la salvación por medio de las instituciones. Se intensificó la identificación de la evangelización con causas sociales, lo que caló en la vida estadounidense en terrenos tales como la reforma de prisiones, el abolicionismo y la promoción de la abstinencia. También llevó a que se fundaran muchas universidades, seminarios y sociedades misionales célebres. De manera notable, el Segundo Gran Despertar alteró el clima religioso en las colonias estadounidenses. Se invitó a las personas del común a hacer una conexión personal con Dios, en vez de depender de un ministro o sacerdote. Nuevas confesiones cristianas como los metodistas y los bautistas crecieron rápidamente. Si bien el movimiento unificó a las colonias y aumentó el crecimiento de las iglesias, también fue motivo de división. 
Los historiadores le dieron el nombre de Segundo Gran Despertar en el contexto del Primer Gran Despertar de las décadas de 1730 a 1750, y del Tercer Gran Despertar de finales de la década de 1850 hasta comienzos del siglo XX. El Segundo y Tercer Despertares fueron parte de un movimiento religioso romántico mucho más grande que se estaba expandiendo por Inglaterra, Escocia y Alemania.
Nuevos movimientos religiosos aparecieron durante el Segundo Gran Despertar, tales como el adventismo, el dispensacionalismo y el movimiento mormón. 

## Historia

### Contexto
Al igual que el Primer Gran Despertar de medio siglo antes, el Segundo Gran Despertar en Norteamérica reflejó el romanticismo caracterizado por el entusiasmo, la emoción y la apelación a lo sobrenatural. Rechazaba el escepticismo, el deísmo, el unitarismo y el racionalismo heredados de la Ilustración estadounidense, casi al mismo tiempo que florecían movimientos similares en Europa. El pietismo se expandía en los países germánicos y el evangelicalismo cobraba fuerza en Inglaterra.
El Segundo Gran Despertar se produjo en varios episodios y en diferentes confesiones; con todo, las reuniones de avivamiento eran muy similares. En tanto fueron la forma más efectiva de evangelizar durante este período, las reuniones de avivamiento atravesaron las fronteras geográficas. El movimiento se extendió rápidamente por Kentucky, Indiana, Tennessee y el sur de Ohio, así como por otras regiones de Estados Unidos y Canadá. Cada confesión tenía ventajas que le permitían prosperar en la frontera. Los metodistas tenían una organización eficiente que dependía de ministros itinerantes, conocidos como jinetes de circuito, que buscaban a la gente en lugares remotos de la frontera. Los jinetes de circuito provenían de la gente común, lo que les ayudaba a establecer una relación con las familias de la frontera que esperaban convertir.

### Difusión delreavivamiento
En Nueva York, la atmósfera de reavivamiento espiritual propició el surgimiento del restauracionismo, así como de otros movimientos religiosos, especialmente los mormones y el Movimiento de Santidad. En las regiones occidentales del sur, especialmente en Can Ridge (Kentucky) y en Tennessee, este reavivamiento se tradujo en el crecimiento de metodistas y bautistas. Bautistas y metodistas también se fortalecieron en algunas partes del Tidewater, donde un número creciente de plantadores y esclavos pasó a engrosar sus congregaciones. Entre las tradiciones de la Norteamérica profunda se encontraban los camp meeting, de raigambre escocesa y presbiteriana.
Los congregacionalistas establecieron sociedades misioneras para evangelizar los territorios occidentales de la banda norte. Miembros de estos grupos hicieron las veces de apóstoles de la fe y de educadores y exponentes de la cultura urbana nororiental. Las sociedades educativas y de publicación promovieron la educación cristiana, destacándose entre ellas la Sociedad Bíblica Americana, fundada en 1816. El activismo social inspirado por el reavivamiento dio pie al surgimiento de grupos abolicionistas (antiesclavistas), así como de la Sociedad para la Promoción de la Abstinencia. Iniciaron campañas para la reforma de las prisiones y para que los minusválidos y enfermos mentales recibieran los cuidados adecuados. Creían en la perfectibilidad de las personas y todos sus empeños eran de carácter moralizador.

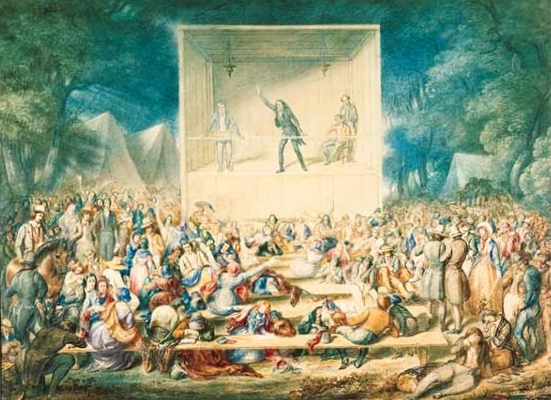
Camp meeting metodista de 1839.

Los metodistas y bautistas, que también enviaron predicadores al sur, hicieron enormes progresos. Los presbiterianos ganaron miembros en menor medida. Entre las nuevas denominaciones que se formaron, y que aún en el siglo XXI siguen proclamando tener sus raíces en el Segundo Gran Despertar, se encuentran la Iglesia Cristiana Evangélica en Canadá, la Iglesia Cristiana (Discípulos de Cristo), la Iglesia de Jesucristo de los Santos de los Últimos Días, la Iglesia de Dios (Séptimo Día), la Iglesia Adventista del Séptimo Día, la Iglesia de los Estudiantes Internacionales de la Biblia Testigos de Jehová y la Iglesia Presbiteriana Cumberland. Este fenómeno cultural también contribuyó al crecimiento de iglesias no denominacionales, como las Iglesias de Cristo, que insistían en el congregacionalismo como modo de gobierno eclesial, así como en el "regreso" a las primeras prácticas bíblicas. Muchos buscaron un retorno a lo que creían que eran conceptos fundamentales del cristianismo del Nuevo Testamento, apartándose de doctrinas y prácticas posteriores que se habrían gestado durante siglos de catolicismo europeo e inglés, ortodoxia y tradiciones protestantes diversas.
En el sur, bautistas y metodistas predicaron tanto entre esclavos como entre sus propietarios. Las conversiones y las congregaciones se habían iniciado en la época del Primer Gran Despertar, dando lugar a que los predicadores bautistas y metodistas ya tuviesen ascendiente entre esclavos y negros libres más de una década antes de 1800. Las primeras congregaciones estuvieron formadas por esclavos y negros libres en Carolina del Sur y Virginia. Especialmente en la Iglesia Bautista, se integró a los negros en todo tipo de cargos. Para principios de los años 1800, las congregaciones negras independientes se contaban por varios centenares en algunas ciudades del sur como Charleston (Carolina del Sur), Richmond y Petersburg (Virginia). Creciendo en congregaciones e iglesias, se formaron asociaciones bautistas en Virginia, Kentucky y otros estados. A pesar de los intentos de los blancos por controlar a las congregaciones negras independientes, especialmente a raíz de la revuelta de Nat Turner en 1831, un buen número de congregaciones negras consiguió conservar su separación, inclusive cuando se aprobaron leyes que exigían que siempre hubiese un hombre blanco presente en sus reuniones de culto.

### La región de los Apalaches
En la región de los Apalaches, el despertar cabalgó a lomos de grandes concentraciones en camp meetings, tomando tintes similares a los del Primer Gran Despertar del siglo anterior. El camp meeting era un servicio religioso que duraba varios días; en él se presentaban varios predicadores. Los colonos de zonas poco pobladas esperaban con expectación las concentraciones de los camp meetings que significaban cierto escape a la rutina de la vida apartada en las regiones de frontera. La danza, los cantos y los gritos extrovertidos que estaban asociados a este tipo de reuniones tenían su origen en el gozo genuino de participar en un reavivamiento religioso junto a cientos, quizá miles de personas.